# Jean Abeilhou
Jean Abeilhou, né le 6 juin 1958 à Montauban, est un journaliste français spécialisé dans le rugby à XV travaillant pour France Télévisions.

## Biographie
Né à Montauban, Jean Abeilhou est originaire de Reyniès, un village de Tarn-et-Garonne à quelques kilomètres de sa ville natale, dans lequel il pratique le football au sein de la Jeunesse sportive reyniésienne, club fondé en 1936. Il fait partie de la Lyre reyniésienne, troupe locale de théâtre où il interprète de nombreux rôles et en particulier des pièces de Georges Feydeau et d'Eugène Labiche. Dans les années 1980, il anime de nombreuses manifestations locales et en particulier, il est le commentateur attitré des Deux heures de Reyniès, course mythique de Solex faisant partie du championnat de Midi-Pyrénées. Il est à ce moment remarqué par Bas Quercy Radio, la première radio libre montalbanaise, qui le sollicite pour assurer des reportages sportifs dans tout le département et sa proche région. Ses confrères à ce moment, « jeunes pousses » comme lui, sont Jean Resseguié (Radio Monte-Carlo), Henry Stassinet (Radio France), Jean-Wilfrid Forquès (RMC-Le Figaro) et André Martres (France Inter).
Il rejoint ensuite FR3 Toulouse, prend la succession d'André Martres comme responsable de Rugby Magazine et Rencontres à XV. Durant la coupe du monde de rugby 2003, il commente certains matchs avec le Toulousain Jérôme Cazalbou. Il commente aussi, toujours avec Jérôme Cazalbou, les matchs du Tournoi des Six Nations n'impliquant pas le XV de France.
À la suite de l'éviction de Pierre Salviac et du départ de Thierry Lacroix de la chaîne française, il commente les matchs de la Coupe d'Europe et les matchs internationaux de l'équipe de France en compagnie, le plus souvent, de Fabien Galthié. De 1991 à 2025, il présente le magazine du rugby Rencontres à XV diffusé sur FR3 puis France 3 jusqu'en 1998 et France 2 tous les dimanches matins de 1998 à 2021. Cette émission est en quelque sorte le point de rencontre de tous les amateurs et supporters de l'Ovalie. En janvier 2009, le directeur du Service des sports de France Télévisions, Daniel Bilalian, le congédie sur un coup de fil de son poste de commentateur en titre de l'équipe de France de rugby, à trois semaines de l'ouverture du Tournoi des Six Nations pour laisser la place à Matthieu Lartot,.
Il continue de présenter Rencontres à XV tous les dimanches et commente les matchs de Pro D2 sur France 3 aux côtés de Jérôme Cazalbou. Il commente également chaque année un match de la dernière journée du Tournoi des Six Nations avec Christophe Dominici, Sylvain Marconnet (2012 à 2016, 2018 et 2019),,, Vincent Clerc (en 2017) ou Jérôme Cazalbou (2020 et 2021). De 2012 à 2015, il commente les matchs de l'équipe de France des moins de 20 ans dans le Tournoi des Six Nations sur France 4 avec Guy Accoceberry (2012) puis Sylvain Marconnet (2013-2015). Depuis 2012, il commente aussi les matchs de l'équipe de France féminine de rugby à XV sur France 4 avec Estelle Sartini (2012 à 2017), Laura Di Muzio (2018-2023) puis Marie Sempéré (2024-2025) dans le Tournoi des Six Nations,,,, durant la tournée d’automne depuis 2016 et aux Women's Rugby Super Series 2019.
Durant les Jeux olympiques 2020 à Tokyo, il commente les rencontres de rugby à sept avec Vincent Clerc.
À partir de 2021, son émission Rencontres à XV change de chaîne et d'horaire de diffusion. Elle retrouve sa diffusion le samedi matin sur France 3 jusqu'au 5 juillet 2025.
En 2022, il commente plusieurs rencontres du Tournoi des Six Nations avec Benjamin Kayser. Il remplace Laurent Bellet qui couvre les Jeux olympiques d'hiver de 2022 à Pékin. Il conserve ce poste en commentant un match par weekend aux côtés de Yannick Nyanga en 2023 puis de Yann Delaigue en 2024 et 2025.
En 2023, il remplace Matthieu Lartot, en retrait de l'antenne pour soigner un cancer, aux commentaires d'une demi-finale et de la finale de Champions Cup et lors de la finale de Top 14.
Durant la Coupe du monde de rugby à XV 2023 organisée en France, il commente sur France Télévisions certaines rencontres, où il retrouve à ses côtés Jérôme Cazalbou.
En 2024, il commente de nouveau les matchs de rugby à sept des Jeux olympiques 2024 à Paris avec Vincent Clerc. Ils accompagnent ainsi le titre olympique de l'équipe de France masculine menée par Paulin Riva et Antoine Dupont.
Il commente son dernier match international lors de l'affiche Angleterre - France du Tournoi des Six Nations féminin 2025 au Stade de Twickenham,. Il prend sa retraite après les commentaires de la finale d'Élite 1 diffusée le 31 mai 2025 sur France 4.